# Поведники
Поведники — посёлок в городском округе Мытищи Московской области России. Население — 2363 чел. (2010).
В посёлке есть общеобразовательная школа, детский сад, культурно-досуговый центр, библиотека, поликлиника и построенная в начале 2000-х гг. небольшая церковь-часовня Новомучеников и Исповедников Российских.

## География
Расположен на севере Московской области, в юго-западной части Мытищинского района, примерно в 11 км к северо-западу от центра города Мытищи и 8 км от Московской кольцевой автодороги, на берегу Клязьминского водохранилища системы канала имени Москвы.
В посёлке 9 улиц — Берёзовая, Ветеранов, Еловая, Заречная, Лесная, Рябиновая, Санаторная, Сосновая, Центральная и Овражный переулок. Связан автобусным сообщением с районным центром и городом Москвой (маршруты № 31 и 273). Ближайшие населённые пункты — деревни Афанасово, Чиверёво и посёлок Новоалександрово.

## История
Населённый пункт был образован в 1965 году, как посёлок, обслуживающий пансионаты, и получил название от деревни Поведники, основанной в 1920-е годы перебравшимися через реку Клязьму переселенцами из деревень Чиверёво и Жостово.
Сама же деревня Поведники получила название от заповедной местности, купленной семьёй известных предпринимателей Рябушинских, после принятия в России в 1899 году Закона о временно-заповедных имениях (поддержка дворянского землевладения) и дающий владельцу право непосредственного участия в дворянских выборах. В дальнейшем длинное слово "заповедник" было переиначено и сокращено местным населением до известного ныне "поведник".
1994—2006 гг. — центр Виноградовского сельского округа Мытищинского района.
2006—2015 гг. — посёлок городского поселения Мытищи Мытищинского района.

## Население
| 2002 | 2010  |
| ---- | ----- |
| 2215 | ↗2363 |